# Liste des résolutions du Conseil de sécurité des Nations unies par pays
Cet article dresse une liste des résolutions du Conseil de sécurité des Nations unies par pays concerné.

## A
- Haut – A
- B
- C
- D
- E
- F
- G
- H
- I
- J
- K
- L
- M
- N
- O
- P
- Q
- R
- S
- T
- U
- V
- W
- X
- Y
- Z

### Algérie
L'Algérie, en arabe : الجزائر (al-Jazā'ir), est depuis 1962, un État nommé en forme longue la République algérienne démocratique et populaire, abrégée en RADP, en arabe الجمهورية الجزائرية الديمقراطية الشعبية, en tamazight ⵟⴰⴳⴷⵓⴷⴰ ⵜⴰⵎⴻⴳⴷⴰⵢⵜ ⵜⴰⵖⴻⵔⴼⴰⵏⵜ ⵜⴰⵣⵣⴰⵢⵔⵉⵜ (Tagduda tamegdayt taɣerfant tazzayrit).
- Résolution 176 : admission de l'Algérie aux Nations unies (adoptée le 4 octobre 1962 lors de la 1020e séance).

### Allemagne
En forme longue République fédérale d'Allemagne (abrégé en RFA, parfois traduit à tort par « République fédérale allemande »), en allemand Deutschland (Bundesrepublik Deutschland, prononcé [ˈbʊn.dəs.ʁe.pu.ˌbliːk ˈdɔʏtʃ.lant]  et abrégé en BRD)
Entre la fin de la deuxième guerre mondiale et 1990 l'Allemagne a été divisée en deux : la RDA à l'est et la RFA à l'ouest.

#### Allemagne (République démocratique allemande)
- Résolution 335 : admission de la RDA et de la RFA aux Nations unies (adoptée le 22 juin 1973 lors de la 1730e séance).

#### Allemagne (République fédérale d'Allemagne)
- Résolution 335 : admission de la RDA et de la RFA aux Nations unies (adoptée le 22 juin 1973 lors de la 1730e séance).

### Andorre
L'Andorre, en forme longue la principauté d'Andorre (en catalan : Andorra et Principat d’Andorra)
- Résolution 848 : nouveau membre du Conseil de sécurité des Nations unies : Andorre (adoptée le 8 juillet 1993).

### Antigua-et-Barbuda
Antigua-et-Barbuda (ou Antigue-et-Barbude)
- Résolution 492 : nouveau membre : Antigua-et-Barbuda (adoptée le 10 novembre 1981).

### Arabie Saoudite
L'Arabie saoudite (en arabe : العربيّة السّعودية, al-ʿarabiyya as-saʿūdiyya), en forme longue le royaume d'Arabie saoudite (en arabe : المملكة العربيّة السّعودية, al-mamlaka al-ʿarabiyya as-saʿūdiyya), est une monarchie absolue islamique dirigée par la dynastie des Saoud, depuis sa création en 1932 par Abdelaziz ibn Saoud.
L'Arabie Saoudite est un des membres fondateurs de l'organisation des Nations unies.
- Résolution 1073 : la situation dans les territoires arabes occupés

### Argentine
L’Argentine, en forme longue la République argentine (en espagnol : Argentina et República Argentina /reˈpuβlika aɾxenˈtina/)
L' Argentine est membre fondateur de l'organisation des Nations unies.
- Résolution 502 : Îles Falkland (Islas Malvinas) (adoptée le 3 avril 1982).
- Résolution 505 : Îles Falkland (Islas Malvinas) (adoptée le 26 mai 1982).

### Australie
L'Australie, en forme longue le Commonwealth d'Australie (en anglais : Australia et Commonwealth of Australia)
La Australie est un des membres fondateurs de l'organisation des Nations unies.

### Autriche
En forme longue la république d’Autriche, (Österreich et Republik Österreich en allemand).
- Résolution 109 : admission de l'Albanie, de la Jordanie, de l'Irlande, du Portugal, de la Hongrie, de l'Italie, de l'Autriche, de la Roumanie, de la Bulgarie, de la Finlande, de Ceylan, du Népal, de la Libye, du Cambodge, du Laos et de l'Espagne aux Nations unies (adoptée le 14 décembre 1955).

## B
- Haut – A
- B
- C
- D
- E
- F
- G
- H
- I
- J
- K
- L
- M
- N
- O
- P
- Q
- R
- S
- T
- U
- V
- W
- X
- Y
- Z

### Bahamas
Les Bahamas, en forme longue le Commonwealth des Bahamas (en anglais Commonwealth of the Bahamas)
- Résolution 336 : admission des Bahamas aux Nations unies (adoptée le 18 juillet 1973 lors de la 1732e séance).

### Bahreïn
Bahreïn (bɑːˈreɪn ; arabe : البحرين , littéralement « les deux mers »), en forme longue le royaume de Bahreïn (arabe : مملكة البحرين 
- Résolution 278 : la question de Bahreïn (adoptée le 11 mai 1970).
- Résolution 296 : admission du royaume de Bahreïn aux Nations unies (adoptée le 18 août 1971 lors de la 1575e séance).

### Bangladesh
Le Bangladesh dans l'alphabet phonétique international [ˈbaŋlad̪eʃ], en bengali বাংলাদেশ, littéralement « le pays du Bengale », en forme longue la république populaire du Bangladesh, en bengali গণপ্রজাতন্ত্রী বাংলাদেশ, Gônoprojatontri Bangladesh.
- Résolution 351 : admission du Bangladesh aux Nations unies (adoptée le 10 juin 1974 lors de la 1776e séance).

### Barbade
(Barbados en anglais)
- Résolution 230 : admission de nouveaux membres : Barbade (adoptée le 7 décembre 1966 lors de la 1330e séance).

### Bélarus
La Biélorussie, ou le Bélarus,, en forme longue la république de Biélorussie ou la république du Bélarus
La république socialiste soviétique de Biélorussie est membre fondateur de l'organisation des Nations unies.

### Belgique
La Belgique (/bɛlʒik/ ; en néerlandais : België /ˈbɛlɣiǝ/ ; en allemand : Belgien /ˈbɛlgiən/), en forme longue le royaume de Belgique
La Belgique est un des membres fondateurs de l'organisation des Nations unies.

### Belize
Le Belize, ou le Belize (en anglais : Belize ; en espagnol : Belice)
- Résolution 491 : nouveau membre : Belize (adoptée le 23 septembre 1981).

### Bénin
En forme longue la république du Bénin (en yoruba : Orílɛ̀-èdè Olómìnira ilɛ̀ Benin).
- Résolution 147 : admission de la république du Dahomey (actuel Bénin) aux Nations unies (adoptée le 23 août 1960).
- Résolution 404 : Bénin (adoptée le 8 février 1977).
- Résolution 405 : Bénin (adoptée le 14 avril 1977).
- Résolution 419 : Bénin (adoptée le 24 novembre 1977).
- Résolution 2018 : paix et sécurité en Afrique (adoptée le 31 octobre 2011).
- Résolution 2039 : consolidation de la paix en Afrique de l’Ouest (adoptée le 29 février 2012).

### Bhoutan
En forme longue le royaume du Bhoutan, (en dzongkha Druk Yul, འབྲུག་ཡུལ་, translittération Wylie ʼbrug-yul).
- Résolution 292 : admission du royaume du Bhoutan (royaume du Bhoutan) aux Nations unies (adoptée le 10 février 1971)

### Birmanie
La Birmanie ou Myanmar, en birman ဗမာ (Bama) et မြန်မာ (Myanmâ, /mjænˈmɑ/), en forme longue la république de l'Union du Myanmar en birman Pyidaungzu Myanma Naingngandaw, anciennement « Union de Birmanie », puis « Union du Myanmar ».
- Résolution 45 : admission de l'Union Birmane aux Nations unies (adoptée le 10 avril 1948).
- Résolution 2669 : Myanmar (adoptée le 21 décembre 2022)

### Bolivie
La Bolivie, en forme longue l'État plurinational de Bolivie (en espagnol : Bolivia et Estado Plurinacional de Bolivia, en quechua : Bulibiya et Bulibiya Mama llaqta, en aymara : Wuliwya et Wuliwya Suyu, en guarani : Volívia et Tetã Volívia)
La Bolivie est membre fondateur de l'organisation des Nations unies.

### Botswana
En forme longue la république du Botswana, en tswana Lefatshe la Botswana
- Résolution 224 : admission de nouveaux membres : Botswana (adoptée le 14 octobre 1966 lors de la 1306e séance)).
- Résolution 403 : Botswana-Rhodésie du Sud (adoptée le 14 janvier 1977).
- Résolution 406 : Botswana-Rhodésie du Sud (adoptée le 25 mai 1977).
- Résolution 568 : Botswana-Afrique du Sud (adoptée le 21 juin 1985).
- Résolution 572 : Botswana-Afrique du Sud (adoptée le 30 septembre 1985).

### Brésil
Le Brésil (en portugais : Brasil /bɾaˈziw/), en forme longue la république fédérative du Brésil (República Federativa do Brasil )
Le Brésil est membre fondateur de l'organisation des Nations unies.

### Brunei
Brunei, ou Brunéi, en forme longue Brunei Darussalam (en malais : Negara Brunei Darussalam),
- Résolution 548 : nouveau membre : Brunéi Darussalam (adoptée le 24 février 1984).

### Burkina Faso
(Haute Volta jusqu'en 1984)
- Résolution 149 : admission de la Haute Volta aux Nations unies (adoptée le 23 août 1960).

## C
- Haut – A
- B
- C
- D
- E
- F
- G
- H
- I
- J
- K
- L
- M
- N
- O
- P
- Q
- R
- S
- T
- U
- V
- W
- X
- Y
- Z

### Cameroun
En forme longue la république du Cameroun, en anglais Republic of Cameroon.
- Résolution 133 : admission du Cameroun aux Nations unies (adoptée le 26 janvier 1960).
- Résolution 2018 : paix et sécurité en Afrique (adoptée le 31 octobre 2011).
- Résolution 2039 : consolidation de la paix en Afrique de l’Ouest (adoptée le 29 février 2012).

### Canada
Le Canada (prononcé /kanadɔ/ ou /kanada/ ; en anglais /ˈkænədə/)
Le Canada est membre fondateur de l'organisation des Nations unies.

### Cap-Vert
En forme longue la république de Cabo Verde, en portugais Cabo Verde et República de Cabo Verde.
- Résolution 322 : question concernant la situation des territoires sous administration portugaise (22 novembre 1972).
- Résolution 372 : admission du Cap-Vert aux Nations unies (adoptée le 18 août 1975 lors de la 1838e séance).

### Ceylan
En forme longue république démocratique socialiste du Sri Lanka ou république socialiste démocratique du Sri Lanka, en cingalais Sri Lankā, Śri Lanka, Çri Lanka ou Śrī Laṅkā, ශ්‍රී ලංකා et Sri Lankā Prajathanthrika Samajavadi Janarajaya, ශ්‍රී ලංකා ප්‍රජාතාන්ත්‍රික සමාජවාදී ජනරජය, en tamoul Illankai, இலங்கை et Illankai Chananaayaka Chosalisa Kudiyarasu, இலங்கை சனநாயக சோஷலிசக் குடியரசு et en anglais Sri Lanka et Democratic Socialist Republic of Sri Lanka ; il a porté auparavant les noms de Taprobane, Serendib, puis Ceylan jusqu'en 1972.
- Résolution 109 : admission de l'Albanie, de la Jordanie, de l'Irlande, du Portugal, de la Hongrie, de l'Italie, de l'Autriche, de la Roumanie, de la Bulgarie, de la Finlande, de Ceylan, du Népal, de la Libye, du Cambodge, du Laos et de l'Espagne aux Nations unies (adoptée le 14 décembre 1955).

### Chili
Le Chili, en forme longue république du Chili (en espagnol Chile et República de Chile)
Le Chili est membre fondateur de l'organisation des Nations unies.

### Chine
La Chine, en forme longue la république populaire de Chine (RPC), également appelée Chine populaire et Chine communiste
La république de Chine est membre fondateur de l'organisation des Nations unies.
- Résolution 345 : langue chinoise au Conseil de sécurité (adoptée le 17 janvier 1974).
- Résolution 984 : proposition de la Chine, des États-Unis d’Amérique, de la fédération de Russie, de la France et du Royaume-Uni de Grande-Bretagne et d’Irlande du Nord concernant des garanties de sécurité à États non nucléaires parties au TNP.

### Comores
En forme longue l'Union des Comores, ancienne république fédérale islamique des Comores (RFIC) de 1978 à 2001, en comorien Komori et Udzima wa Komori, en arabe Djuzur al qamar, جزر القمر et al-Ittiḥād al-Qumuriyy, الاتّحاد القُمُريّ
- Résolution 376 : admission des Comores aux Nations unies (adoptée le 17 octobre 1975 lors de la 1848e séance).

### Congo (république du Congo)
Aussi appelé de manière informelle Congo-Brazzaville, en forme longue la république du Congo.
- Résolution 152 : admission du Congo aux Nations unies (adoptée le 23 août 1960).

### Corée
Le gouvernement provisoire de la république de Corée est le gouvernement en exil constitué après l'annexion de la Corée par le Japon. Organisant la résistance face à l'occupant, il disparaît après l'indépendance de la Corée du Sud vis-à-vis des États-Unis.
- Résolution 82[17]: plainte pour agression contre la république de Corée (25 juin)
- Résolution 83[18]: plainte pour agression contre la république de Corée (27 juin)
- Résolution 84[19]: plainte pour agression contre la république de Corée (27 juin)
- Résolution 85[20]: plainte pour agression contre la république de Corée (31 juillet)
- Résolution 88[21]: plainte pour agression contre la république de Corée (8 novembre)
- Résolution 90[22]: plainte pour agression contre la république de Corée (31 janvier)

#### Corée du Sud
La Corée du Sud (en coréen : 한국 ; hanja : 韓國 ; RR : Hanguk ), officiellement la république de Corée,, (en coréen : 대한민국 ; hanja : 大韓民國 ; RR : Daehan Minguk ).
- Résolution 702 : nouveaux membres : république populaire démocratique de Corée / république de Corée (adoptée le 8 août 1991).

### Costa Rica
Le Costa Rica (/ˈkos.ta ˈri.ka/; litt. « Côte riche »), en forme longue la république du Costa Rica, en espagnol República de Costa Rica
Le Costa Rica est membre fondateur de l'organisation des Nations unies.

### Cuba
Cuba, en forme longue la république de Cuba (en espagnol : República de Cuba)
Cuba est membre fondateur de l'organisation des Nations unies.
- Résolution 144 : plainte de Cuba (adoptée le 17 juillet 1960)
- Résolution 1067 : la destruction en vol, le 24 février 1996, de deux appareils civils

## D
- Haut – A
- B
- C
- D
- E
- F
- G
- H
- I
- J
- K
- L
- M
- N
- O
- P
- Q
- R
- S
- T
- U
- V
- W
- X
- Y
- Z

### Danemark
Le Danemark, en forme longue le royaume du Danemark (en danois : Danmark /ˈtænmɑk/ et Kongeriget Danmark)
Le Danemark est un des membres fondateurs de l'organisation des Nations unies.

### Djibouti
République de Djibouti, en arabe جمهورية جيبوتي, en afar Gabuutih Ummuuno, en somali Jamhuuriyadda Jabuuti.
- Résolution 412 : admission de Djibouti aux Nations unies (adoptée le 7 juillet 1977 lors de la 2021e séance).
- Résolution 1862 : paix et sécurité en Afrique.
- Résolution 1907 : Paix et sécurité en Afrique.
- Résolution 2023 : paix et sécurité en Afrique (adoptée le 5 décembre 2011).

### Dominique
La Dominique (en anglais : Dominica), en forme longue le Commonwealth de la Dominique
- Résolution 442 : nouveau membre : Dominique (adoptée le 6 décembre 1978).

## E
- Haut – A
- B
- C
- D
- E
- F
- G
- H
- I
- J
- K
- L
- M
- N
- O
- P
- Q
- R
- S
- T
- U
- V
- W
- X
- Y
- Z

### Émirats arabes unis
Les Émirats arabes unis (abrégés en É.A.U. ou Émirats), en forme longue l'État des Émirats arabes unis (en arabe al-ʾImārāt al-ʿarabiyyat al-muttaḥida, الإمارات العربية المتحدة, et Dawlat al-ʾImārāt al-ʿarabiyyat al-muttaḥida, دولة الإمارات العربيّة المتّحدة), sont des principautés et un État fédéral. Créé en 1971, celui-ci comprend sept émirats : ceux d'Abou Dhabi, d'Ajman, de Sharjah, de Dubaï, de Fujaïrah, de Ras el Khaïmah et d'Oumm al Qaïwaïn.
- Résolution 304 : admission des Émirats arabes unis aux Nations unies. (adoptée le 8 décembre 1971 lors de la 1609e séance).

### Équateur
L’Équateur, en forme longue la république d'Équateur ou république de l'Équateur (en espagnol : Ecuador et República del Ecuador)
L' Équateur est membre fondateur de l'organisation des Nations unies.

### Espagne
En forme longue le royaume d'Espagne, en castillan España  et Reino de España.
- Résolution 4 : la situation en Espagne (sous le régime franquiste) (adoptée le 29 avril 1946 lors de la 39e séance).
- Résolution 7 : la situation en Espagne (sous le régime franquiste) (adoptée le 26 juin 1946 lors de la 42e séance).
- Résolution 10 : retrait de la question espagnole (adoptée le 4 novembre 1946 lors de la 79e séance).
- Résolution 109 : admission de l'Albanie, de la Jordanie, de l'Irlande, du Portugal, de la Hongrie, de l'Italie, de l'Autriche, de la Roumanie, de la Bulgarie, de la Finlande, de Ceylan, du Népal, de la Libye, du Cambodge, du Laos et de l'Espagne aux Nations unies (adoptée le 14 décembre 1955).

### Estonie
L'Estonie, en forme longue la république d'Estonie (en estonien : Eesti et Eesti Vabariik)
- Résolution 709 : nouveau membre : Estonie (adoptée le 12 septembre 1991).

## F
- Haut – A
- B
- C
- D
- E
- F
- G
- H
- I
- J
- K
- L
- M
- N
- O
- P
- Q
- R
- S
- T
- U
- V
- W
- X
- Y
- Z

### Fidji
En forme longue la république des Fidji, en fidjien Viti et Matanitu ko Viti, en anglais Fiji et Republic of Fiji, en hindi des Fidji Fiji, फ़िजी et Fiji Dvip Qamooh Ganarajya, फ़िजी द्वीप समूह गणराज्य
- Résolution 287 : admission de nouveaux membres : Fidji (adoptée le 10 octobre 1970 lors de la 1554e séance).

### Finlande
En forme longue la république de Finlande, en finnois Suomi et Suomen tasavalta, en suédois Finland et Republiken Finland
- Résolution no 109 : admission de l'Albanie, de la Jordanie, de l'Irlande, du Portugal, de la Hongrie, de l'Italie, de l'Autriche, de la Roumanie, de la Bulgarie, de la Finlande, de Ceylan, du Népal, de la Libye, du Cambodge, du Laos et de l'Espagne aux Nations unies (adoptée le 14 décembre 1955).

## G
- Haut – A
- B
- C
- D
- E
- F
- G
- H
- I
- J
- K
- L
- M
- N
- O
- P
- Q
- R
- S
- T
- U
- V
- W
- X
- Y
- Z

### Gabon
En forme longue la République gabonaise
- Résolution no 153 : admission du Gabon aux Nations unies (adoptée le 23 août 1960).
- Résolution 2018 : paix et sécurité en Afrique (adoptée le 31 octobre 2011).
- Résolution 2039 : consolidation de la paix en Afrique de l’Ouest (adoptée le 29 février 2012).

### Gambie
En forme longue la république de Gambie, en anglais Gambia ou The Gambia et Republic of the Gambia
- Résolution no 200 : admission de la république de Gambie aux Nations unies (adoptée le 15 mars 1965 lors de la 1190e séance).
- Résolution 2337 : Consolidation de la paix en Afrique de l’Ouest (adoptée le 19 janvier 2017).

### Ghana
En forme longue la république du Ghana, en anglais Republic of Ghana
- Résolution 124 : admission de nouveaux membres : Ghana (adoptée le 7 mars 1957).
- Résolution 2018 : paix et sécurité en Afrique (adoptée le 31 octobre 2011).
- Résolution 2039 : consolidation de la paix en Afrique de l’Ouest (adoptée le 29 février 2012).

### Grenade
(anglais: Grenada)
- Résolution 352 : admission de la Grenade aux Nations unies (adoptée le 21 juin 1974 lors de la 1778e séance).

### Guatemala
Le Guatemala, ou Guatémala, en forme longue la république du Guatemala (en espagnol : República de Guatemala)
Le Guatemala est membre fondateur de l'organisation des Nations unies.
- Résolution 104 : question présentée par le Guatemala (adoptée le 20 juin 1954).
- Résolution 1094 : Amérique centrale : les efforts de paix

### Guinée
En forme longue la république de Guinée, aussi appelée « Guinée-Conakry » du nom de sa capitale pour la différencier de la Guinée-Bissau et de la Guinée équatoriale
- Résolution 131 : admission de la Guinée aux Nations unies (adoptée le 9 décembre 1958 lors de la 842e séance).
- Résolution 275 : plainte de la Guinée (adoptée le 22 décembre 1969).
- Résolution 295 : plainte de la Guinée (adoptée le 3 août 1971).
- Résolution 2177 : Paix et sécurité en Afrique (adoptée le 18 septembre 2014 lors de la 7268e séance).

### Guinée équatoriale
La Guinée équatoriale ou Guinée-Équatoriale, en forme longue la république de Guinée équatoriale ou la république de Guinée-Équatoriale, en espagnol Guinea Ecuatorial et República de Guinea Ecuatorial, en portugais Guiné Equatorial et República da Guiné Equatorial
- Résolution 260 : admission de nouveaux membres : Guinée équatoriale (adoptée le 6 novembre 1968 lors de la 1458e séance).
- Résolution 2018 : paix et sécurité en Afrique (adoptée le 31 octobre 2011).
- Résolution 2039 : consolidation de la paix en Afrique de l’Ouest (adoptée le 29 février 2012).

### Guyana
En forme longue la république coopérative du Guyana, en anglais Co-Operative Republic of Guyana, anciennement Guyane britannique
- Résolution 223 : admission de nouveaux membres : Guyana (adoptée le 21 juin 1966 lors de la 1287e séance).

## H
- Haut – A
- B
- C
- D
- E
- F
- G
- H
- I
- J
- K
- L
- M
- N
- O
- P
- Q
- R
- S
- T
- U
- V
- W
- X
- Y
- Z

### Honduras
Le Honduras, en forme longue la république du Honduras, en espagnol República de Honduras
Le Honduras est membre fondateur de l'organisation des Nations unies.
- Résolution 530 : Honduras-Nicaragua (adoptée le 19 mai 1983).
- Résolution 650 : Amérique centrale (adoptée le 27 mars 1990).

### Hongrie
Appellation de la Hongrie contemporaine, en hongrois : Magyarország : « le pays des Magyars » [ˈmɒɟɒɾoɾsaːg].
- Résolution 24 : mise à l'étude de la demande d'admission de la Hongrie (adoptée le 30 avril 1947 lors de la 132e séance).
- Résolution 109 : admission de l'Albanie, de la Jordanie, de l'Irlande, du Portugal, de la Hongrie, de l'Italie, de l'Autriche, de la Roumanie, de la Bulgarie, de la Finlande, de Ceylan, du Népal, de la Libye, du Cambodge, du Laos et de l'Espagne aux Nations unies (adoptée le 14 décembre 1955).
- Résolution 120 : la situation en Hongrie (adoptée le 4 novembre 1956).

## I
- Haut – A
- B
- C
- D
- E
- F
- G
- H
- I
- J
- K
- L
- M
- N
- O
- P
- Q
- R
- S
- T
- U
- V
- W
- X
- Y
- Z

### Îles Marshall
Les Îles Marshall (ou les Marshall), en forme longue la république des Îles Marshall (en marshallais : M̧ajeļ et Aolepān Aorōkin M̧ajeļ ; en anglais : Marshall Islands et Republic of the Marshall Islands)
- Résolution 704 : nouveau membre : Îles Marshall (adoptée le 9 août 1991).

### Irlande
(en irlandais Éire[ˈeːrʲə] et en anglais Ireland), en forme longue la république d'Irlande (en irlandais Poblacht na hÉireann et en anglais Republic of Ireland)
- Résolution no 109 : admission de l'Albanie, de la Jordanie, de l'Irlande, du Portugal, de la Hongrie, de l'Italie, de l'Autriche, de la Roumanie, de la Bulgarie, de la Finlande, de Ceylan, du Népal, de la Libye, du Cambodge, du Laos et de l'Espagne aux Nations unies (adoptée le 14 décembre 1955).

### Italie
En forme longue la république italienne, en italien Italia  et Repubblica italiana
- Résolution no 16 : territoire libre de Trieste (adoptée le 10 janvier 1947 lors de la 91e séance).
- Résolution no 25 : mise à l'étude de la demande d'admission de l'Italie (adoptée le 23 mai 1947 lors de la 137e séance).
- Résolution no 109 : admission de l'Albanie, de la Jordanie, de l'Irlande, du Portugal, de la Hongrie, de l'Italie, de l'Autriche, de la Roumanie, de la Bulgarie, de la Finlande, de Ceylan, du Népal, de la Libye, du Cambodge, du Laos et de l'Espagne aux Nations unies (adoptée le 14 décembre 1955).

### Islande
(en islandais Ísland, prononcé [ˈislant], littéralement « terre de glace »), en forme longue la république d'Islande (Lýðveldið Ísland). Bien que parfois appelée « république d'Islande », en islandais Lýðveldið Ísland
- Résolution no 8 : admission de l'Islande aux Nations unies (adoptée le 29 août 1946 lors de la 57e séance).

## J
- Haut – A
- B
- C
- D
- E
- F
- G
- H
- I
- J
- K
- L
- M
- N
- O
- P
- Q
- R
- S
- T
- U
- V
- W
- X
- Y
- Z

### Jamaïque
En anglais Jamaica
- Résolution no 174 : admission de la Jamaïque aux Nations unies (adoptée le 12 décembre 1956 lors de la 1018e séance).

### Japon
En forme longue l'État du Japon, en japonais Nippon ou Nihon (日本) et Nippon-koku ou Nihon-koku (日本国)
- Résolution 121 : admission du Japon aux Nations unies (adoptée le 12 décembre 1956).
- Résolution 1695 : lettre datée du 4 juillet 2006, adressée au président du Conseil de sécurité par le représentant permanent du Japon auprès de l’Organisation des Nations unies (S/2006/481).

## K
- Haut – A
- B
- C
- D
- E
- F
- G
- H
- I
- J
- K
- L
- M
- N
- O
- P
- Q
- R
- S
- T
- U
- V
- W
- X
- Y
- Z

### Kazakhstan
Le Kazakhstan, en forme longue la république du Kazakhstan (en kazakh : Qazaqstan, Қазақстан, /qɑzɑqˈstɑn/ et Qazaqstan Respublikasy, Қазақстан Республикасы, en russe : Казахстан, Kazakhstán, /kɐzəxˈstɐn/ et Республика Казахстан, Respoublika Kazakhstán)
- Résolution 732 : nouveau membre : Kazakhstan (adoptée le 23 janvier 1992).

### Kenya
En forme longue la république du Kenya (anglais : Republic of Kenya) (swahili : Jamhuri ya Kenya)
- Résolution 185 : admission du Kenya aux Nations unies (adoptée le 16 décembre 1963 lors de la 1084e séance)
- Résolution 1569 : réunions du Conseil de sécurité à Nairobi (18-19 novembre 2004).

### Kirghizistan
Le Kirghizistan, Kirghizstan ou Kirghizie, en forme longue la République kirghize (en kirghize Kyrgyzstan, Кыргызстан et Qırğız Respublikası, Кыргыз Республикасы, en russe Kirguizia, Киргизия et Kirguizskaïa Respoublika, Киргизская Республика)
- Résolution 736 : nouveau membre : Kirghizistan (adoptée le 29 janvier 1992).

### Kiribati
Les Kiribati (prononcé /kiʁibati/ ou /kiʁibas/), en forme longue la république des Kiribati (en gilbertin : Kiribati; en anglais : Republic of Kiribati), anciennement connues sous le nom des îles Gilbert
- Résolution 1248 : admission d'un nouveau membre : la république de Kiribati (adoptée le 25 juin 1999 lors de la 4016e séance)

## L
- Haut – A
- B
- C
- D
- E
- F
- G
- H
- I
- J
- K
- L
- M
- N
- O
- P
- Q
- R
- S
- T
- U
- V
- W
- X
- Y
- Z

### Laos
En forme longue la République démocratique populaire lao, également traduit par république démocratique populaire du Laos, en laotien Lao, ປະເທດລາວ et Sathalanalat Passathipatai Passasson lao, ສາທາລະນະລັດ ປະຊາທິປະໄຕ ປະຊາຊົນລາວ
- Résolution 109 : admission de l'Albanie, de la Jordanie, de l'Irlande, du Portugal, de la Hongrie, de l'Italie, de l'Autriche, de la Roumanie, de la Bulgarie, de la Finlande, de Ceylan, du Népal, de la Libye, du Cambodge, du Laos et de l'Espagne aux Nations unies (adoptée le 14 décembre 1955).
- Résolution 132 : relative au Laos (adoptée le 7 septembre 1959).

### Lesotho
Le Lesotho (en forme longue le royaume du Lesotho, en sotho du Sud Muso oa Lesotho et en anglais Kingdom of Lesotho)
- Résolution 402 : Lesotho-Afrique du Sud (adoptée le 22 décembre 1976).
- Résolution 407 : Lesotho-Afrique du Sud (adoptée le 25 mai 1977).
- Résolution 527 : Lesotho-Afrique du Sud (adoptée le 15 décembre 1982).
- Résolution 535 : Lesotho-Afrique du Sud (adoptée le 29 juin 1983).
- Résolution 580 : Lesotho-Afrique du Sud (adoptée le 30 décembre 1985).

### Lettonie
La Lettonie, en forme longue la république de Lettonie (en letton : Latvija et Latvijas Republika)
- Résolution 710 : nouveau membre : Lettonie (adoptée le 12 septembre 1991).

### Liechtenstein
En forme longue la principauté du Liechtenstein, en allemand Fürstentum Liechtenstein
- Résolution 71 : admission du Liechtenstein à la Cour internationale de justice (adoptée le 27 juin 1949).
- Résolution 663 : admission d'un nouveau membre : Liechtenstein (adoptée le 14 août 1990).

### Lituanie
La Lituanie, en forme longue la république de Lituanie (en lituanien : Lietuva et Lietuvos Respublika)
- Résolution 711 : nouveau membre : Lituanie (adoptée le 12 septembre 1991).

### Luxembourg
Le Luxembourg, en forme longue Grand-Duché de Luxembourg,, ou grand-duché de Luxembourg (en luxembourgeois : Lëtzebuerg  et Groussherzogtum Lëtzebuerg, en allemand : Luxemburg et Großherzogtum Luxemburg)
Le Luxembourg est un des membres fondateurs de l'organisation des Nations unies.

## M
- Haut – A
- B
- C
- D
- E
- F
- G
- H
- I
- J
- K
- L
- M
- N
- O
- P
- Q
- R
- S
- T
- U
- V
- W
- X
- Y
- Z

### Madagascar
En forme longue la république de Madagascar, en malgache Madagasikara et Repoblikan'i Madagasikara
- Résolution 140 : admission de la République malgache aux Nations unies (adoptée le 29 juin 1960).

### Malaisie
En malais Malaysia, est un pays d'Asie du Sud-Est, constitué de la Malaisie péninsulaire ou Malaisie occidentale (majeure partie de la péninsule Malaise) et de la Malaisie orientale (nord de Bornéo)
- Résolution 125 : admission de la fédération de Malaisie aux Nations unies (adoptée le 5 septembre 1957).

### Malawi
En forme longue la république du Malawi (en anglais Republic of Malawi, en chichewa Malaŵi ou Nyassaland jusqu'en 1964)
- Résolution 195 : admission du Malawi aux Nations unies (adoptée le 16 octobre 1964 lors de la 1060e séance).

### Maldives
Îles Maldives de 1965 à 1968 et république des Maldives depuis.
- Résolution 212 : admission de nouveaux membres : Îles Maldives (adoptée le 20 septembre 1965 lors de la 1243e séance).

### Mali (fédération du Mali)
La fédération du Mali a rassemblé le Sénégal et le Soudan français (actuel Mali) entre 1959 et 1960.
- Résolution 139 : admission de la fédération du Mali aux Nations unies (adoptée le 28 juin 1960).
- Résolution 159 : admission de nouveaux membres : Mali (adoptée le 28 septembre 1960)

### Malte
En forme longue la république de Malte, en maltais Malta ou Repubblika ta' Malta, en anglais Malta ou Republic of Malta
- Résolution 196 : admission de Malte aux Nations unies (adoptée le 30 octobre 1964 lors de la 1061e séance).

### Maurice
En forme longue la république de Maurice, en anglais Mauritius et Republic of Mauritius
- Résolution 249 : admission de nouveaux membres : Maurice (adoptée le 18 avril 1968 lors de la 1414e séance).

### Mauritanie
En forme longue la république islamique de Mauritanie (en arabe: الجمهورية الإسلامية الموريتانية)
- Résolution 167 : admission de la Mauritanie aux Nations unies (adoptée le 25 octobre 1961 lors de la 971e séance).

### Mexique
Le Mexique, en forme longue les États-Unis mexicains (en espagnol : México et Estados Unidos Mexicanos
)
Le Mexique est membre fondateur de l'organisation des Nations unies.

### États fédérés de Micronésie
Les États fédérés de Micronésie (en anglais : Federated States of Micronesia, souvent abrégé en FSM), aussi connus sous le nom Micronésie
- Résolution 703 : nouveau membre : États fédérés de Micronésie (adoptée le 9 août 1991).

### Moldavie
La Moldavie (en roumain Moldova orientală par distinction de la Moldova occidentală appartenant à la Roumanie ; en russe Молдавия, Moldaviya), en forme longue république de Moldavie (roumain Republica Moldova, russe Республика Молдова, d'où la variante république de Moldova)
- Résolution 739 : nouveau membre : république de Moldova (adoptée le 5 février 1992).

### Monaco
Monaco, en forme longue la principauté de Monaco, en monégasque Principatu de Mu̍negu et en occitan Principat de Mónegue
- Résolution 829 : Nouveau membre : Monaco (adoptée le 26 mai 1993).

### Mongolie
La Mongolie (en mongol : Монгол Улс, translittération latine : Mongol Uls, en mongol bitchig : ᠮᠣᠩᠭᠣᠯ ᠤᠯᠤᠰ, littéralement : « Pays mongol »)
- Résolution 166 : admission d'un nouveau membre : Mongolie (adoptée le 25 octobre 1961).

### Monténégro
Le Monténégro (en monténégrin : Crna Gora, en cyrillique : Црна Гора, prononcé /ˈt͡sr̩̂ːnaː ˈɡɔ̌ra/ )
- Résolution 820 : Bosnie-Herzégovine. Établissant des sanctions contre la république fédérative de Yougoslavie (Serbie et Monténégro) à la suite de la guerre en ex-Yougoslavie. La Cour européenne des droits de l'homme s'abstiendra d'examiner la légalité de cette résolution lors de son arrêt Bosphorus, 2005. (adoptée le 17 avril 1993).
- Résolution 1691 : admission d'un nouveau membre : la république du Monténégro.

## N
- Haut – A
- B
- C
- D
- E
- F
- G
- H
- I
- J
- K
- L
- M
- N
- O
- P
- Q
- R
- S
- T
- U
- V
- W
- X
- Y
- Z

### Nauru
Nauru, [nauru], en forme longue la république de Nauru, en nauruan Naoero et Ripublik Naoero, en anglais Republic of Nauru
- Résolution 600 : Cour internationale de justice (Nauru) (adoptée le 19 octobre 1987).
- Résolution 1249 : admission d'un nouveau membre : la république de Nauru (adoptée le 25 juin 1999).

### Népal
En forme longue la république démocratique fédérale du Népal, en népali Nepāl, नेपाल et Sanghiya Loktantrik Ganatantratmak Nepāl, संघीय लोकतान्त्रिक गणतन्त्रात्मक नेपाल
- Résolution 109 : admission de l'Albanie, de la Jordanie, de l'Irlande, du Portugal, de la Hongrie, de l'Italie, de l'Autriche, de la Roumanie, de la Bulgarie, de la Finlande, de Ceylan, du Népal, de la Libye, du Cambodge, du Laos et de l'Espagne aux Nations unies (adoptée le 14 décembre 1955).

### Nicaragua
Le Nicaragua, en forme longue la république du Nicaragua (en espagnol: República de Nicaragua)
Le Nicaragua est un des membres fondateurs de l'organisation des Nations unies.
- Résolution 530 : Honduras-Nicaragua (adoptée le 19 mai 1983).
- Résolution 562 : Nicaragua-États-Unis (adoptée le 10 mai 1985).
- Résolution 653 : Amérique centrale (adoptée le 20 avril 1990).
- Résolution 654 : Amérique centrale (adoptée le 4 mai 1990).
- Résolution 656 : Amérique centrale (adoptée le 8 juin 1990).

### Niger
En forme longue la république du Niger
- Résolution 148 : admission de la république du Niger aux Nations unies (adoptée le 23 août 1960).

### Nigeria
Le Nigeria ou Nigéria, sous sa forme longue république fédérale du Nigeria, en anglais Federal Republic of Nigeria
- Résolution 160 : admission du Nigeria aux Nations unies (adoptée le 7 octobre 1960).
- Résolution 2018 : paix et sécurité en Afrique (adoptée le 31 octobre 2011).
- Résolution 2039 : consolidation de la paix en Afrique de l’Ouest (adoptée le 29 février 2012).
- Résolution 2177 : paix et sécurité en Afrique (adoptée le 18 septembre 2014 lors de la 7268e séance).

### Norvège
La Norvège (en bokmål : Norge — en nynorsk : Noreg), en forme longue le royaume de Norvège (en bokmål : Kongeriket Norge — en nynorsk : Kongeriket Noreg)
La Norvège est membre fondateur de l'organisation des Nations unies.

### Nouvelle-Zélande
La Nouvelle-Zélande (en anglais : New Zealand, en māori : Aotearoa)
La Nouvelle-Zélande est un des membres fondateurs de l'organisation des Nations unies.

## O
- Haut – A
- B
- C
- D
- E
- F
- G
- H
- I
- J
- K
- L
- M
- N
- O
- P
- Q
- R
- S
- T
- U
- V
- W
- X
- Y
- Z

### Oman
En forme longue le Sultanat d'Oman, en arabe ʻUmān, عمان et Salṭanat ʻUmān, سلطنة عمان.
- Résolution 299 : admission du Sultanat d'Oman aux Nations unies (adoptée le 30 septembre 1971 lors de la 1587e séance).

### Ouganda
En forme longue la république d'Ouganda ou la république de l'Ouganda, en anglais Uganda et Republic of Uganda, en swahili Uganda et Jamhuri ya Uganda
- Résolution 177 : admission de l'Ouganda aux Nations unies (adoptée le 15 octobre 1962 lors de la 1021e séance).

### Ouzbékistan
L'Ouzbékistan (en ouzbek : Oʻzbekiston, Ўзбекистон, /ozbekiˈstɒn/), en forme longue la république d'Ouzbékistan (en ouzbek : Oʻzbekiston Respublikasi, Ўзбекистон Республикаси, et en russe Узбекистан et Республика Узбекистан)
- Résolution 737 : nouveau membre : Ouzbékistan (adoptée le 29 janvier 1992).

## P
- Haut – A
- B
- C
- D
- E
- F
- G
- H
- I
- J
- K
- L
- M
- N
- O
- P
- Q
- R
- S
- T
- U
- V
- W
- X
- Y
- Z

### Palaos
Les Palaos (/pa.la.o(s)/), en forme longue la république des Palaos, en paluan Belau et Beluu er a Belau, en anglais Palau et Republic of Palau
- Résolution 956 : (fin accord de tutelle Palaos)
- Résolution 963 : admission de nouveaux Membres : Palaos

### Panama
Le Panama, en forme longue la république du Panama (en espagnol : Panamá et República de Panamá)
Le Panama est membre fondateur de l'organisation des Nations unies.
- Résolution 325 : requête du Panama (adoptée le 26 janvier 1973).* Résolution 330 : paix et la sécurité en Amérique latine (adoptée le 21 mars 1973).

### Papouasie-Nouvelle-Guinée
En forme longue l'État indépendant de Papouasie-Nouvelle-Guinée, en anglais Papua New Guinea et Independent State of Papua New Guinea, en tok pisin Papua Niugini, en hiri motu Papua Niu Gini
- Résolution 375 : admission de la Papouasie-Nouvelle-Guinée aux Nations unies (adoptée le 22 septembre 1975 lors de la 1841e séance).

### Paraguay
Le Paraguay (/pa.ʁa.gwɛ/; en espagnol : /paɾaˈɣwaj/  ; en guarani : Paraguái /paɾaˈɰwaj/), en forme longue la république du Paraguay (en espagnol : República del Paraguay ; guarani : Tetã Paraguái)
Le Paraguay est un des membres fondateurs de l'organisation des Nations unies.

### Pérou
Le Pérou, en forme longue la république du Pérou, en espagnol Perú et República del Perú ( audio), en quechua Piruw et Piruw Republika et en aymara Piruw et Piruw Suyu
Le Pérou est membre fondateur de l'organisation des Nations unies.

### Philippines
Les Philippines, en forme longue la république des Philippines (en philippin Pilipinas et Republika ng Pilipinas, en espagnol Filipinas et República de Filipinas, en anglais Philippines et Republic of the Philippines, en ilocano Filipinas et Republika ti Filipinas, en cebuano Pilipinas et Republika sa Pilipinas)
Les Philippines est un des membres fondateurs de l'organisation des Nations unies.

### Pologne
La Pologne, en forme longue république de Pologne (en polonais : Polska ; [forme longue] Rzeczpospolita Polska)
La Pologne est un des membres fondateurs de l'organisation des Nations unies.

## Q
- Haut – A
- B
- C
- D
- E
- F
- G
- H
- I
- J
- K
- L
- M
- N
- O
- P
- Q
- R
- S
- T
- U
- V
- W
- X
- Y
- Z

### Qatar
Le Qatar ou le Katar, en forme longue l’État du Qatar (en arabe : Qaṭar, قطر et Dawlat Qaṭar, دولة قطر)
- Résolution 297 : admission du Qatar (adoptée le 15 septembre 1971 lors de la 1578e séance).

## R
- Haut – A
- B
- C
- D
- E
- F
- G
- H
- I
- J
- K
- L
- M
- N
- O
- P
- Q
- R
- S
- T
- U
- V
- W
- X
- Y
- Z

### République dominicaine
La République dominicaine (en espagnol : República Dominicana)
La République dominicaine est un des membres fondateurs de l'organisation des Nations unies.
- Résolution 156 : question relative à la République dominicaine (adoptée le 9 septembre 1960)
- Résolution 203 : la situation en République dominicaine (adoptée le 14 mai 1965).
- Résolution 205 : demande d'un cessez-le-feu en République dominicaine (adoptée le 22 mai 1965).

### Roumanie
La Roumanie, en roumain : România
- Résolution 109 : admission de l'Albanie, de la Jordanie, de l'Irlande, du Portugal, de la Hongrie, de l'Italie, de l'Autriche, de la Roumanie, de la Bulgarie, de la Finlande, de Ceylan, du Népal, de la Libye, du Cambodge, du Laos et de l'Espagne aux Nations unies (adoptée le 14 décembre 1955).

## S
- Haut – A
- B
- C
- D
- E
- F
- G
- H
- I
- J
- K
- L
- M
- N
- O
- P
- Q
- R
- S
- T
- U
- V
- W
- X
- Y
- Z

### Saint-Christophe-et-Niévès
Saint-Christophe-et-Niévès, Saint-Christophe-et-Nevis ou Saint-Kitts-et-Nevis, en forme longue la fédération de Saint-Christophe-et-Niévès, en anglais : Saint Kitts and Nevis et Federation of Saint Kitts and Nevis (/seɪnt ˌkɪts ænd ˈniːvɪs/)
- Résolution 537 : nouveau membre : Saint-Kitts-et-Nevis (adoptée le 22 septembre 1983).

### Saint-Marin
Saint-Marin (en italien : San Marino‚ prononcé : /sam.maˈri.no/), en forme longue la Sérénissime république de Saint-Marin ou république de Saint-Marin.
- Résolution 744 : nouveau membre : Saint-Marin (adoptée le 25 février 1992).

### Sainte-Lucie
Sainte-Lucie, en anglais : Saint Lucia
- Résolution 453 : admission de Sainte-Lucie aux Nations unies (adoptée le 12 septembre 1979 lors de la 2167e séance).

### Saint-Vincent-et-les-Grenadines
Saint-Vincent-et-les-Grenadines, parfois abrégé par le sigle SVG, en anglais Saint Vincent and the Grenadines
- Résolution 464 : admission de Saint-Vincent-et-les-Grenadines aux Nations unies (adoptée le 19 février 1980 lors de la 2198e séance).

### Salomon
Les Salomon ou les Îles Salomon (en anglais Solomon Islands)
- Résolution 433 : admission des Îles Salomon aux Nations unies (adoptée le 17 août 1978 lors de la 2084e séance).

### Samoa
Les Samoa, en forme longue l'État indépendant des Samoa, l'État indépendant du Samoa ou l'État indépendant des Samoa occidentales, en samoan Samoa et Malo Sa'oloto Tuto'atasi o Samoa, en anglais Samoa et Independent State of Samoa, anciennement les Samoa occidentales, en samoan Samoa I Sisifo, en anglais Western Samoa
- Résolution 399 : admission des Samoa aux Nations unies (adoptée le 1er décembre 1976 lors de la 1977e séance).

### Sao Tomé-et-Principe
Sao Tomé-et-Principe ou São Tomé-et-Príncipe, en portugais São Tomé e Príncipe, en forme longue la république démocratique de Sao Tomé-et-Principe
- Résolution 373 : admission de Sao Tomé-et-Principe aux Nations unies (adoptée le 18 août 1975 lors de la 1838e séance).

### Sénégal
En forme longue la république du Sénégal
- Résolution 158 : admission du Sénégal aux Nations unies (adoptée le 28 septembre 1960).
- Résolution 178 : plainte du Sénégal relatives à des incursions de l'armée portugaise sur son territoire (adoptée le 24 avril 1963 lors de la 1033e séance).
- Résolution 204 : plainte du Sénégal (adoptée le 19 mai 1965).
- Résolution 273 : plainte du Sénégal (adoptée le 9 décembre 1969).
- Résolution 294 : plainte du Sénégal (adoptée le 15 juin 1971).
- Résolution 302 : plainte du Sénégal (adoptée le 24 novembre 1971).
- Résolution 321 : plainte du Sénégal (adoptée le 23 octobre 1972).

### Serbie
La Serbie (/sɛʁ.bi/), en forme longue la république de Serbie (en serbe : Srbija (/sř̩.bi.ja/) et Republika Srbija, en serbe en écriture cyrillique : Сpбија et Република Сpбија)
- Résolution 820 : Bosnie-Herzégovine. Établissant des sanctions contre la république fédérative de Yougoslavie (Serbie et Monténégro) à la suite de la guerre en ex-Yougoslavie. La Cour européenne des droits de l'homme s'abstiendra d'examiner la légalité de cette résolution lors de son arrêt Bosphorus, 2005. (adoptée le 17 avril 1993).

### Seychelles
En forme longue la république des Seychelles, en anglais Seychelles et Republic of Seychelles, en créole seychellois Sesel et Repiblik Sesel
- Résolution 394 : admission des Seychelles aux Nations unies (adoptée le 16 août 1976 lors de la 1952e séance).
- Résolution 496 : Seychelles (adoptée le 15 décembre 1981).
- Résolution 507 : Seychelles (adoptée le 28 mai 1982).

### Siam
Le Siam est l'ancien nom de la Thaïlande. C'est la transcription du nom donné au peuple thaï par les Khmers. Ce terme vient du sanskrit श्याम śyāma « sombre », qui fait référence à la couleur de la peau de ses habitants.
- Résolution 13 : admission du Siam aux Nations unies (adoptée le 12 décembre 1946 lors de la 83e séance).

### Singapour
En forme longue la république de Singapour, en anglais Singapore et Republic of Singapore, en mandarin Xīnjiāpō, 新加坡 et Xīnjiāpō Gònghéguó, 新加坡共和国, en malais Singapura et Republik Singapura, en tamoul Ciṅkappūr, சிங்கப்பூர் et Ciŋkappūr Kudiyarasu, சிங்கப்பூர் குடியரசு
- Résolution no 213 : admission de nouveaux membres : Singapour (adoptée le 20 septembre 1965 lors de la 1243e séance).

### Slovaquie
La Slovaquie, en forme longue la République slovaque (en slovaque : Slovensko et Slovenská republika)
La Tchécoslovaquie était un des membres fondateurs de l'organisation des Nations unies.
- Résolution 800 : nouveau membre : République slovaque (adoptée le 8 janvier 1993).

### Slovénie
La Slovénie, en forme longue la république de Slovénie, en slovène : Slovenija et Republika Slovenija
- Résolution 754 : nouveau membre : Slovénie (adoptée le 18 mai 1992).

### Suède
En forme longue le royaume de Suède, en suédois Sverige (API : /'sværjɛ/) et Konungariket Sverige ([ˈko:.nɵ.ŋa.ˌri:.kət ˈsvær:.jə] )
- Résolution 8 : admission de la Suède aux Nations unies (adoptée le 29 août 1946 lors de la 57e séance).

### Suisse
En forme longue la Confédération suisse, en allemand Schweiz et Schweizerische Eidgenossenschaft, en italien Svizzera et Confederazione Svizzera, en romanche Svizra et Confederaziun svizra
- Résolution 11 : conditions d'adhésion de la Suisse à la Cour internationale de justice (adoptée le 15 novembre 1946 lors de la 80e séance).
- Résolution 1426 : admission d'un nouveau Membre : la Confédération suisse.

### Suriname
Le Suriname ou Surinam, en forme longue la république du Suriname, en néerlandais Suriname et Republiek Suriname, anciennement Guyane néerlandaise avant l'indépendance
- Résolution 382 : admission du Suriname aux Nations unies (adoptée le 1er décembre 1975 lors de la 1858e séance).

### Swaziland
En forme longue le royaume du Swaziland, en swati Swatini et Umbuso we Swatini, en anglais Swaziland et Kingdom of Swaziland, parfois appelé Ngwane
- Résolution 257 : admission du Swaziland aux Nations unies (adoptée le 11 septembre 1968 lors de la 1450e séance).

## T
- Haut – A
- B
- C
- D
- E
- F
- G
- H
- I
- J
- K
- L
- M
- N
- O
- P
- Q
- R
- S
- T
- U
- V
- W
- X
- Y
- Z

### Taïwan
Taïwan, de manière usuelle (chinois traditionnel : 臺灣 ; chinois simplifié : 台湾 ; pinyin : Táiwān ; zhuyin : ㄊㄞˊ ㄨㄢ), officiellement la république de Chine (chinois traditionnel : 中華民國 ; chinois simplifié : 中华民国 ; pinyin : Zhōnghuá Mínguó ; zhuyin : ㄓㄨㄥ ㄏㄨㄚˊ ㄇㄧㄣˊ ㄍㄨㄛˊ), parfois désignée en tant que république de Chine (Taïwan). Désignée république de Chine (Taïwan) par plusieurs institutions gouvernementales, telles le ministère des Affaires étrangères et le bureau de la présidence.
- Résolution 87 : plainte pour invasion armée en Taïwan (adoptée le 29 septembre 1950), dans le cadre de la Première crise du détroit de Taïwan.

### Tanganyika
Le Tanganyika est un ancien pays d'Afrique de l'Est issu de l'indépendance du protectorat du Tanganyika et devenu la Tanzanie actuelle par association avec le Zanzibar en 1964.
- Résolution 170 : admission du Tanganyika (actuelle Tanzanie depuis 1964) aux Nations unies (adoptée le 14 décembre 1961).

### Tanzanie
En forme longue la république unie de Tanzanie ou la république-unie de Tanzanie, en swahili Tanzania et Jamhuri ya Muungano wa Tanzania, en anglais Tanzania et The United Republic of Tanzania
- Résolution 170 : admission du Tanganyika (actuelle Tanzanie depuis 1964) aux Nations unies (adoptée le 14 décembre 1961).
- Résolution 184 : admission du Zanzibar (actuelle Tanzanie depuis 1964) aux Nations unies (adoptée le 16 décembre 1963 lors de la 1084e séance).

### Tchéquie
La Tchéquie, en forme longue la République tchèque (en tchèque : Česko /ˈt͡ʃɛskɔ/  et Česká republika /ˈt͡ʃɛskaː ˈrɛpublɪka/ )
La Tchécoslovaquie était un des membres fondateurs de l'organisation des Nations unies.
- Résolution 801 : nouveau membre : République tchèque (adoptée le 8 janvier 1993).

### Timor
Timor est une île de l'archipel indonésien, dans l'est des petites îles de la Sonde. Elle est bordée au sud par la mer de Timor ; et au nord, séparée de la mer de Banda par les autres îles orientales des îles de la Sonde. En malais, timur signifie « orient », mais ce n'est pas nécessairement l'étymologie du nom de l'île.
Originellement colonie portugaise durant près de quatre siècles - et ayant gagné l'indépendance du Portugal en 1975 après la révolution des Œillets - le Timor oriental fut après l'invasion indonésienne de décembre 1975, annexé unilatéralement par ce pays en 1976. Cette annexion ne fut jamais reconnue par l'ONU, laquelle organisa un référendum d'autodétermination en août 1999 qui conduisit à la pleine indépendance du Timor oriental en 2002
- Résolution 1246 : la situation en Timor
- Résolution 1257 : la situation au Timor

### Togo
En forme longue la République togolaise
- Résolution 136 : admission du Togo aux Nations unies (adoptée le 31 mai 1960).
- Résolution 2018 : paix et sécurité en Afrique (adoptée le 31 octobre 2011).
- Résolution 2039 : consolidation de la paix en Afrique de l’Ouest (adoptée le 29 février 2012).

### Tonga
Les Tonga, en forme longue le royaume des Tonga (en tongien : Tonga, /ˈtoŋa/ et Pule'anga Fakatu'i 'o Tonga ; en anglais : Tonga et Kingdom of Tonga)
- Résolution 1253 : admission de nouveaux Membres : le royaume des Tonga.

### Trinité-et-Tobago
En forme longue la république de Trinité-et-Tobago, en anglais : Republic of Trinidad and Tobago
- Résolution 175 : admission de Trinité-et-Tobago aux Nations unies (adoptée le 12 septembre 1962 lors de la 1018e séance).

### Tunisie
La Tunisie (arabe : تونس ou Tūnis), en forme longue la République tunisienne (الجمهورية التونسية ou al-Jumhūriyya at-Tūnisiyya)
- Résolution 116 : admission de la Tunisie aux Nations unies (adoptée le 26 juillet 1956).
- Résolution 164 : plainte de la Tunisie (adoptée le 22 juillet 1961).
- Résolution 573 : Israël-Tunisie (adoptée le 4 octobre 1985).
- Résolution 611 : Israël-Tunisie (adoptée le 25 avril 1988).

### Turkménistan
Le Turkménistan, également appelé Turkménie, en forme longue la république du Turkménistan (en turkmène : Türkmenistan, /tʏɾkmønʏˈθːɑːn/ et Türkmenistan Respublikasy ; en russe : Туркмениста́н, Tourkmenistan, ou Туркмения, Tourkmeniia, et Республика Туркменистан, Respoublika Tourkmenistan)
- Résolution 741 : nouveau membre : Turkménistan (adoptée le 7 février 1992).

### Turquie
La Turquie, en forme longue la république de Turquie, en turc : Türkiye et Türkiye Cumhuriyeti 
La Turquie est un des membres fondateurs de l'organisation des Nations unies.
- Résolution 353 : la résolution demande aux pays garants de la Constitution et de l'indépendance chypriote : la Grèce, la Turquie et le Royaume-Uni, d'entrer immédiatement en négociations pour rétablir la paix sur l'île, à la suite de l’intervention militaire turque. (adoptée le 20 juillet 1974).
- Résolution 395 : Grèce-Turquie (adoptée le 25 août 1976).

### Tuvalu
Les Tuvalu/t̪u.va.lu/), en forme longue l'État des Tuvalu, en tuvaluan Tuvalu, en anglais Tuvalu et State of Tuvalu, sont un État et un archipel polynésien, situés dans l'ouest de l'océan Pacifique Sud, au sud de l'équateur, à 699 km au sud-sud-est de l'atoll d'Arorae, la plus méridionale des îles Gilbert (Kiribati), et à 856 km au nord de Vanua Levu, aux îles Fidji. Il est indépendant depuis 1978.
- Résolution 1290 : admission d'un nouveau membre : Tuvalu.

## U
- Haut – A
- B
- C
- D
- E
- F
- G
- H
- I
- J
- K
- L
- M
- N
- O
- P
- Q
- R
- S
- T
- U
- V
- W
- X
- Y
- Z

### Ukraine
L'Ukraine— en ukrainien : Україна (Oukraïna [ukrɑˈjinɑ])
La république socialiste soviétique d'Ukraine est un des membres fondateurs de l'organisation des Nations unies.
- Résolution 2166 : Lettre par le représentant permanent de l’Ukraine (adoptée le 21 juillet 2014 lors de la 7221e séance).
- Résolution 2202 : Lettre par le représentant permanent de la fédération de Russie (Ukraine) (adoptée le 17 février 2015).
- Résolution 2623 : La situation en Ukraine (rejetée le 25 février 2022). Un projet de résolution pour condamner l’attaque militaire russe en Ukraine et demandant le retrait immédiat des troupes russes est présenté par l'Albanie et les États-Unis. Il reçoit un vote contre, celui de la Russie, 11 votes pour et 3 abstentions (Émirats arabes unis, Chine et Inde)[61]. La Russie étant membre permanent du Conseil de sécurité a posé son droit de veto lui permettant de rejeter ce projet de résolution.

### URSS
L’Union des républiques socialistes soviétiques, abrégé en URSS, ou en Union soviétique (en russe : Союз Советских Социалистических Республик, abrégé en : СССР  ; transcription : Soïouz Sovietskikh Sotsialistitcheskikh Respoublik, SSSR ; littéralement « Union des républiques socialistes des conseils »), est un État fédéral, formé de quinze républiques socialistes soviétiques, qui a existé du 30 décembre 1922 jusqu'à sa dissolution le 26 décembre 1991.
L' URSS est membre fondateur de l'organisation des Nations unies.
- Résolution 2 : crise irano-soviétique (adoptée le 30 janvier 1946 lors de la 5e séance).
- Résolution 3 : crise irano-soviétique (adoptée le 4 avril 1946 lors de la 30e séance).
- Résolution 5 : crise irano-soviétique (adoptée le 8 mai 1946 lors de la 40e séance).

### Uruguay
L’Uruguay (/y.ʁy.ɡwɛ/), en forme longue la république orientale de l'Uruguay (en espagnol : Uruguay /u.ɾu.ˈɣwai/  et República Oriental del Uruguay)
L' Uruguay est membre fondateur de l'organisation des Nations unies.

## V
- Haut – A
- B
- C
- D
- E
- F
- G
- H
- I
- J
- K
- L
- M
- N
- O
- P
- Q
- R
- S
- T
- U
- V
- W
- X
- Y
- Z

### Vanuatu
Le Vanuatu, ou la république de Vanuatu en forme longue
- Résolution 489 : nouveau membre : Vanuatu (adoptée le 8 juillet 1981).

### Venezuela
Le Venezuela, ou Vénézuéla,, (/venezɥela/, ; en espagnol : /beneˈswela/), en forme longue la république bolivarienne du Venezuela, en espagnol República Bolivariana de Venezuela
Le Venezuela est membre fondateur de l'organisation des Nations unies.
- Résolution 650 : Amérique centrale (adoptée le 27 mars 1990).

### Viêt Nam
Le Viêt Nam, Viêt-nam, Viet Nam, Vietnam ou Viêtnam, en forme longue la république socialiste du Viêt Nam (république socialiste du Viêtnam, république socialiste du Viêt-nam, république socialiste du Vietnam ou république socialiste du Viet Nam), en vietnamien Việt Nam  et Cộng hoà Xã hội Chủ nghĩa Việt Nam 
- Résolution 413 : admission du Viêt Nam aux Nations unies (adoptée le 20 juillet 1977 lors de la 2025e séance).

## Y
- Haut – A
- B
- C
- D
- E
- F
- G
- H
- I
- J
- K
- L
- M
- N
- O
- P
- Q
- R
- S
- T
- U
- V
- W
- X
- Y
- Z

## Z
- Haut – A
- B
- C
- D
- E
- F
- G
- H
- I
- J
- K
- L
- M
- N
- O
- P
- Q
- R
- S
- T
- U
- V
- W
- X
- Y
- Z

### Zaïre
Voir Congo (république démocratique du Congo) 

### Zanzibar
Le Zanzibar, en forme longue à sa création république populaire de Zanzibar, était un État indépendant issu de la décolonisation britannique du protectorat de Zanzibar le 10 décembre 1963, qui fut incorporé au Tanganyika le 26 avril 1964 en tant que Gouvernement révolutionnaire de Zanzibar pour former la Tanzanie actuelle.
- Résolution 184 : admission du Zanzibar (actuelle Tanzanie depuis 1964) aux Nations unies (adoptée le 16 décembre 1963 lors de la 1084e séance).

### Zimbabwe
Le Zimbabwe, en forme longue la république du Zimbabwe. Le Zimbabwe est l'ancienne Rhodésie du Sud, dernière colonie britannique d'Afrique qui accède à l'indépendance le 18 avril 1980.
- Résolution 445 : Rhodésie du Sud (adoptée le 8 mars 1979).
- Résolution 448 : Rhodésie du Sud (adoptée le 30 avril 1979).
- Résolution 455 : Rhodésie du Sud-Zambie (adoptée le 23 novembre 1979).
- Résolution 460 : Rhodésie du Sud (adoptée le 21 décembre 1979).
- Résolution 463 : Rhodésie du Sud (adoptée le 2 février 1980).
- Résolution 477 : nouveau membre : Zimbabwe (adoptée le 30 juillet 1980).